# Lukvenjak
Lukvenjak je otočić pored Rogoznice.

## Vanjske poveznice
|  | Zajednički poslužitelj ima još gradiva o temi Lukvenjak |